# Archaeopteris
Archaeopteris és un gènere de plantes extintes del Devonià i Carbonífer classificat (avui en dia) dins del grup de les Progimnospermòpsides. Tenia una aparença similar a la dels arbres del grup de les gimnospermes actuals, amb fulles semblants a la de les falgueres.

## Taxonomia
Aquest gènere va ser descrit per John William Dawson el 1871. El nom ve de l’antic grec:   ἀρχαῖος (archaīos, "antic"), i  πτέρις (ptéris, "falguera").
Archaeopteris va ser classificada com una falguera fòssil durant prop de 100 anys. Paral·lelament, el 1911, el paleontòleg rus Mikhail Dimitrievich Zalessky va descriure un nou tipus de fòssil d’un tronc petrificat de la zona de Donetsk (Ucraïna), amb el nom de  Callixylon, on va reconèixer certes similituds amb la fusta de les coníferes vivents. Aviat es va comprovar que les falgueres del gènere Archaeopteris sovint apareixien associats amb fòssils de Callixylon.
Als anys 60,  el paleontòleg  Charles B. Beck va poder demostrar que els troncs fòssils de Callixylon i les fulles d’Archaeopteris eren part de la mateixa planta. Una planta amb una barreja de caràcters que no existeix en cap espècie vivent, una connexió ancestral entre les gimnospermes i els pteridòfits.
El gènere Archaeopteris pertany a l’ordre de les Archaeopteridales i la  família de les Archaeopteridaceae. No s’ha de confondre amb el nom científic del primer ocell emplomallat, conegut com Archaeopteryx. En aquest cas ens referim a l’aspecte semblant a una fulla de falguera de la fronda d’aquests arbres.